# Longueuil-Université de Sherbrooke (metrostation)
Longueuil-Université de Sherbrooke is een metrostation in de Canadese stad Longueuil dat wordt bediend door de metro van Montréal.
Het station ligt aan de gele lijn en is het enige station op de rechteroever van de St. Lawrence en het oostelijke eindpunt van de lijn. Het station werd destijds geopend als Longueuil, Université de Sherbrooke werd in 2003 aan de naam toegevoegd toen de nieuwe campus van de universiteit naast het station werd geopend. Het is een belangrijk overstappunt tussen de metro en de buslijnen op de rechteroever. 